# وال داکسی
وال داکسی (به انگلیسی: Wall Doxey) سناتور سابق عضو حزب دموکرات ایالات متحده آمریکا بود. وی در سال ۱۹۴۱ تا ۱۹۴۳ میلادی سناتور ایالت میسیسیپی در سنای ایالات متحده آمریکا بود.